# صامويل أليتو
صامويل أليتو (بالإنجليزية: Samuel Alito) (و. 1950 – م) هو محامي وقاضي في المحكمة العليا الامريكية ولد في ترنتون، نيوجيرسي.
نشأ أليتو في هاميلتون، نيو جيرسي، وتلقى تعليمه في جامعة برينستون وكلية ييل للحقوق، وعمل كمدعي عام للولايات المتحدة لمقاطعة نيو جيرسي وقاضٍ في محكمة الاستئناف الأمريكية قبل انضمامه إلى المحكمة العليا.

## سيرة حياته

### النشأة والتعليم
وُلد أليتو في ترينتون، نيو جيرسي، ابن صامويل أليتو الأب، وهو مهاجر إيطالي، وروز فرادوسكو، أمريكية من أصل إيطالي، جاء أجداده من جنوب إيطاليا. حصل والد أليتو على درجة الماجستير في جامعة روتغرز وكان مدرسًا في المدرسة الثانوية ثم أصبح فيما بعد أول مدير لمكتب نيوجيرسي للخدمات التشريعية، وهو منصب شغله في حكومة الولاية من 1952 إلى 1984. كانت والدة أليتو معلمة مدرسة، كلاهما متوفى.
نشأ أليتو في بلدة هاميلتون، نيو جيرسي، إحدى ضواحي ترينتون. التحق بمدرسة شتاينرت الثانوية وتخرج منها في عام 1968 وكان طالبًا متفوقًا في الفصل، تخرج بامتياز مع مرتبة الشرف من كلية وودرو ويلسون للشؤون العامة والدولية في عام 1972، وأكمل أطروحته للدراسات العليا بعنوان: مقدمة إلى المحكمة الدستورية الإيطالية، تحت إشراف والتر إف مورفي. ثم التحق أليتو بكلية ييل للحقوق، وعمل كمحرر في المجلة التابعة للجامعة وحصل على درجة الدكتوراه في القانون عام 1975.
في برينستون، ترأس أليتو مؤتمرًا طلابيًا في عام 1971 بعنوان: حدود الخصوصية في المجتمع الأمريكي، والذي دعم، من بين أمور أخرى، القيود المفروضة على جمع المعلومات الاستخباراتية المحلية والحاجة إلى قانون ومحكمة للإشراف على مراقبة الأمن القومي. دعا أيضًا تقرير المؤتمر نفسه إلى إلغاء تجريم اللواط، وحث على إنهاء التمييز ضد المثليين في التوظيف من قبل أرباب العمل. على الرغم من أن اسم أليتو مرفق بتقرير الرئيس، إلا أنه لم يزال من غير الواضح إلى أي مدى يمثل التقرير آرائه الشخصية. وقدم الخريجون، الذين عملوا كمفوضين في المؤتمر الصغير الذي ترأسه أليتو، معلومات متضاربة حول أفضل السبل لتفسير التقرير. قاد أليتو أيضًا حلقة نقاش الجمعية اليمينية للحيوية الأمريكية خلال فترة وجوده في برينستون.
بينما كان طالبًا في السنة الثانية في جامعة برينستون، أصبح أليتو عضوًا في برنامج تدريب ضباط الاحتياط التابع للجيش بالمدرسة، إذ حضر معسكر تدريب أساسي لمدة ستة أسابيع في ذلك العام في فورت نوكس، كنتاكي. كان أليتو عضوًا في منظمة خريجي جامعة برينستون، التي شُكّلت في أكتوبر 1972 على الأقل جزئيًا لمعارضة قرارات برينستون المتعلقة بقبول النساء.
في برينستون، كان أليتو الوحيد تقريبًا المهتم بكتابات جون مارشال هارلان الثاني وتأثر كثيرًا بدورة التفسير الدستوري التي درّسها والتر إف مورفي، الذي كان أيضًا مستشار هيئة التدريس.
خلال سنته الأخيرة في جامعة برينستون، انتقل أليتو من نيو جيرسي لأول مرة للدراسة في إيطاليا، وهناك كتب أطروحته حول النظام القانوني الإيطالي. بعد تخرجه في عام 1972، أحدث أليتو علامة فارقة من خلال تطلعاته النبيلة في كتابه السنوي.
بعد تخرجه من جامعة برينستون، كُلّف أليتو كملازم ثانٍ في فيلق الجيش الأمريكي وعُيَّن في احتياطي جيش الولايات المتحدة. في جامعة ييل، كان أليتو زميلًا لعميد المستقبل أنتوني كرونمان والقاضي كلارنس توماس. بعد تخرجه من كلية ييل للحقوق، خدم أليتو في الخدمة الفعلية في ديسمبر 1975، ثم خدم ما تبقى من وقته في الجيش الاحتياط. كان نقيبًا عندما حصل على تقاعده في عام 1980.

## روابط خارجية
- صامويل أليتو على موقع الموسوعة البريطانية (الإنجليزية)
- صامويل أليتو على موقع مونزينجر (الألمانية)
- صامويل أليتو على موقع إن إن دي بي (الإنجليزية)